# Synapsis naxiorum
Synapsis naxiorum är en skalbaggsart som beskrevs av Kral och Rejsek 2000. Synapsis naxiorum ingår i släktet Synapsis och familjen bladhorningar. Inga underarter finns listade i Catalogue of Life.